# Реїс (військове звання)

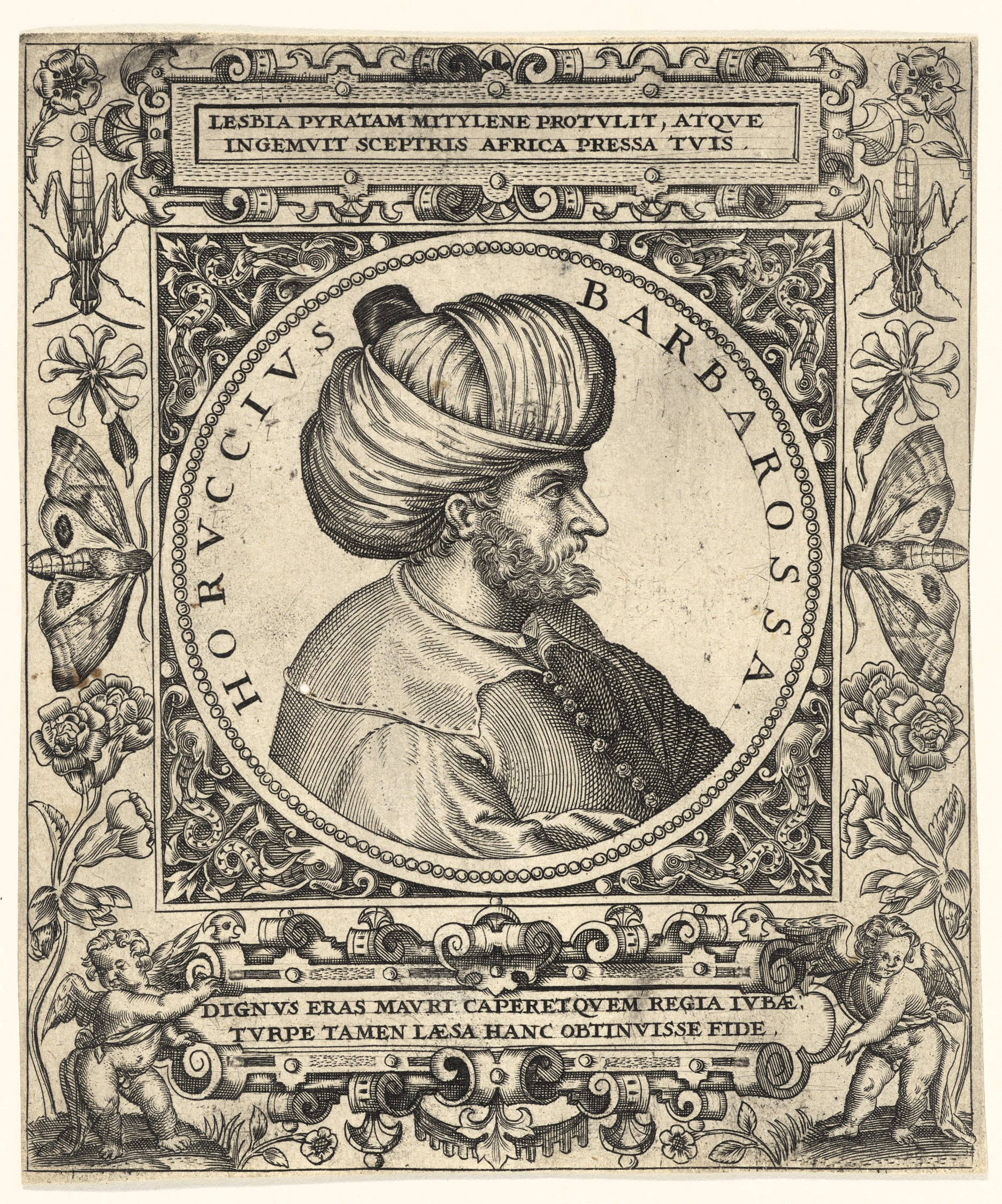
Арудж-реїс

Реїс (тур. Reis, осман. رئيس, ra'īs) — військове звання в Османській імперії, схоже на звання морського капітана або командора (у Леванті), яке в Османської імперії зазвичай додавалося до імені офіцера як епітет. Приклади включають:
- Кемаль-реїс
- Тургут-реїс
- Пірі-реїс
- Улуч Алі-реїс
- Мурат-реїс
- Куртоглу Хизир-реїс
- Арудж-реїс

Османським адміралам надавався титул Реїс-паша, тоді як головнокомандуючий флоту Османської імперії мав титул Капудан-паша (споріднений з гранд-адміралом, буквально «капітан-паша»)
Звання також було квазі-аристократичним титулом у Лівані та на узбережжі Сирії, що позначав родину землевласників або колишніх землевласникі, яка присягнула на вірність Фахр ад-Діну II під час його союзу з тосканськими Медічі на початку XVII століття. Цей титул був приблизним еквівалентном європейському барону, проте титули османського дворянства рідко перекладаються на західний манер.